# Breisach am Rhein
Breisach am Rhein ou Breisach no Reno (antigamente chamada Brisaco) é uma cidade da Alemanha, no distrito da Brisgóvia-Alta Floresta Negra, na região administrativa de Friburgo, estado de Baden-Württemberg.